# Эштиа
Эштиа (Эштия, груз. ეშტია) — село в Грузии. Относится к Ниноцминдскому муниципалитету края Самцхе-Джавахети. Расположено у подножия неактивного одноимённого стратовулкана, экструзивного лавового купола высотой 2274,7 метров над уровнем моря, относительной высотой 400 метров, вершины в южной части Самсарского хребта, юго-восточнее вулкана Малый Абули (Патара-Абули), близ реки Паравани.
Прежде относилось к Ахалцихскому уезду Тифлисской губернии Российской империи. В селе проживали франки, армяне, предки которых переселились из Муша («мшеци-франги»). По данным 1885 года в селе проживало 1083 жителя, насчитывалось 125 дворов, была маслобойня, две школы и армянская католическая церковь.
Значительная часть выходцев с села Эштия живут в Краснодарском крае (Геленджик), Тюменской и Омской областях. 